# 손하트

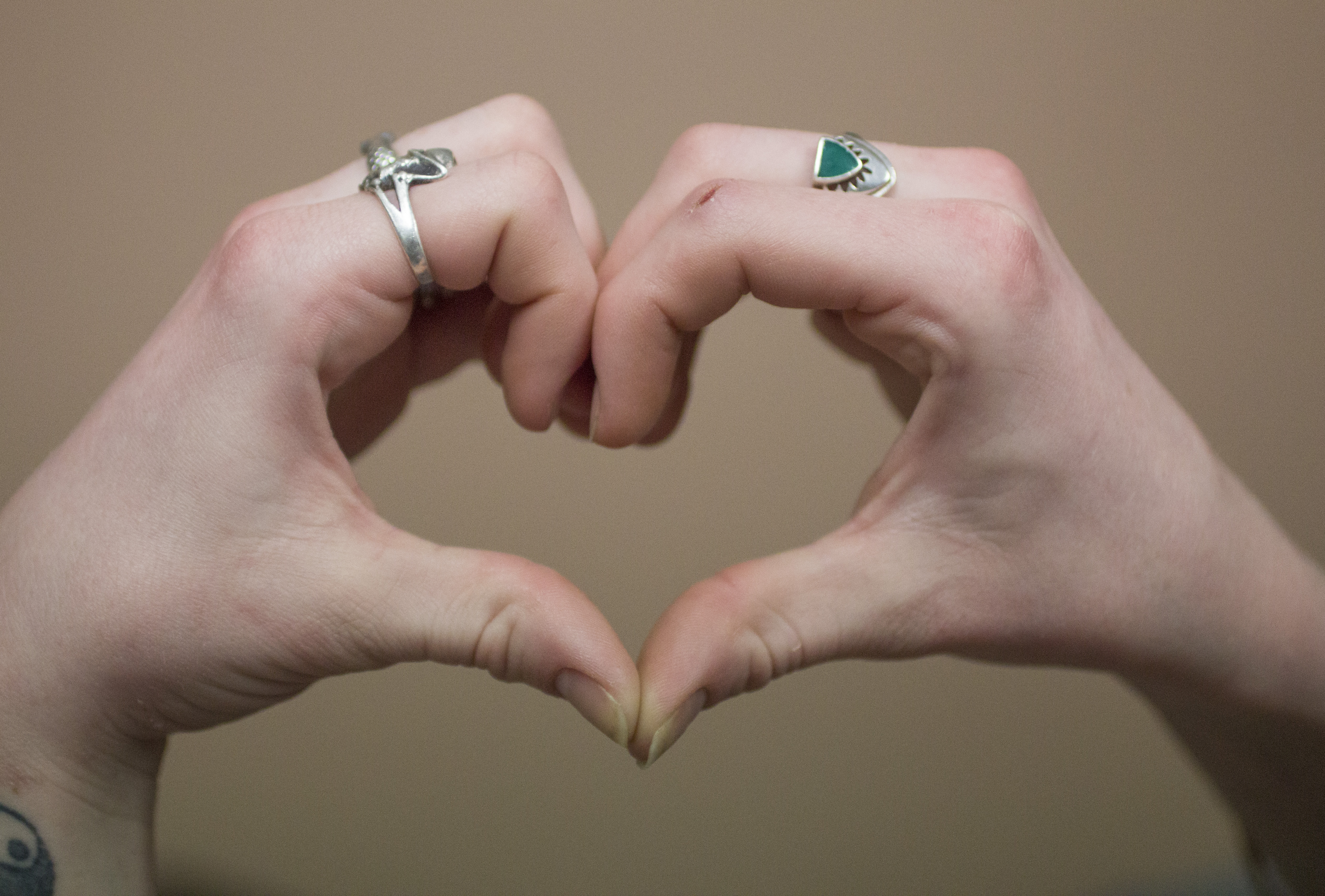
손하트

손하트는 손으로 하트를 형성하는 신체 언어이다. 손하트는 세계 어디에서나 널리 사용되며 개인이나 유명인이 사진을 찍을 때 자주 사용한다.

## 같이 보기
- 하트 (상징)
- 손가락 하트